# Sophie Duarte

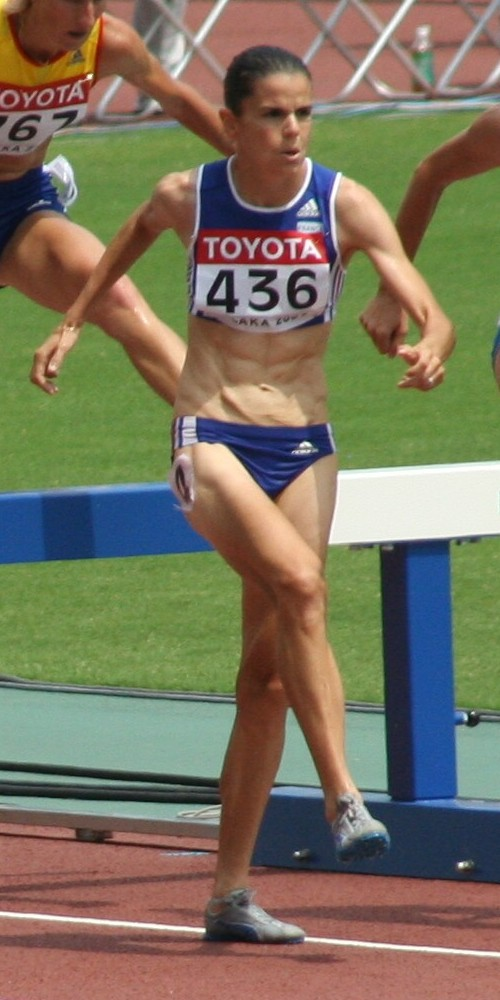
Sophie Duarte bei den Weltmeisterschaften 2007

Sophie Duarte (* 31. Juli 1981 in Rodez) ist eine französische Hindernis-, Langstrecken- und Crossläuferin.
Bei den Weltmeisterschaften 2007 in Osaka wurde sie über 3000 Meter Hindernis Fünfte. 2008 schied sie bei den Olympischen Spielen in Peking in dieser Disziplin im Vorlauf aus. Bei den Crosslauf-Europameisterschaften in Brüssel kam sie auf den 15. Platz und gewann mit der Mannschaft Bronze.
Einem 15. Platz über 3000 Meter Hindernis bei den Weltmeisterschaften 2009 in Berlin folgte ein siebter bei den Europameisterschaften 2010 in Barcelona.
Bei den Crosslauf-Europameisterschaften 2011 in Velenje und 2012 in Szentendre wurde sie jeweils Sechste; in Szentendre holte sie außerdem Silber mit der Mannschaft.
2013 kam sie bei den Crosslauf-Weltmeisterschaften in Bydgoszcz auf Rang 16 und schied bei den Weltmeisterschaften in Moskau über 5000 Meter in der Vorrunde aus. Ihr bislang größter Erfolg gelang ihr im Dezember, als sie bei den Crosslauf-Europameisterschaften in Belgrad den Titel holte und erneut Silber mit der Mannschaft gewann.
Bislang wurde sie viermal Französische Meisterin über 3000 Meter Hindernis (2007, 2008, 2010, 2011) und einmal über 5000 Meter (2013).

## Bestzeiten
- 1500 m: 4:13,60 min, 26. Juni 2009, Tomblaine
- 2000 m (Halle): 5:59,95 min, 26. Februar 2008, Aubière
- 3000 m (Halle): 9:07,78 min, 9. Februar 2008, Valencia
- 5000 m: 15:14,57 min, 6. Juli 2013, Saint-Denis
- 3000 m Hindernis: 9:25,62 min, 10. Juli 2009, Rom (französischer Rekord)